# Cerylon graecum
Cerylon graecum là một loài bọ cánh cứng trong họ Cerylonidae. Loài này được Obenberger miêu tả khoa học năm 1917.